# 緑陽のクエスタ・リリカ
『緑陽のクエスタ・リリカ』（りょくようのクエスタ・リリカ）は、著者・相沢沙呼、イラスト・so-binによる日本のライトノベル。単行本はKADOKAWA（MF文庫J）から発売されている。

## 概要
著者の相沢沙呼は、鮎川哲也賞を受賞した推理小説家だが、もともとライトノベル作家志望だった。本作はTRPGのシティ・アドベンチャーの形式に則っている。

## あらすじ
魔術師となるための学校を中退した少年、ジゼルは、冒険者となることを決意する。魔術師としても冒険者としても実力のないジゼルは、少女冒険者のシャリンに敗れ、冒険者となることをあきらめるように言われる。しかし、ジゼルはたまたま出会ったミリアという少女の依頼を冒険者として引き受けることとなる。ミリアは《半妖》、つまりエルフと人間のハーフであった。尖った耳をもつ美しい女性として生まれる《半妖》は、しかし社会においては穢れた者として強い差別を受けていた。頼るべき人間のいないミリアの依頼の内容は「行方不明の姉のレナリアを見つけてほしい」というものだった。
単純な人探しだと思われたその依頼は、王都で暗躍する殺人者たち《信奉者》の事件とつながっていく。王都では頭部のない若い女性の遺体があいついで見つかっていた。事件の調査の過程で、ジゼルは黒髪の美少女アルミラージと出会う。怪我をして気を失った彼女を妹の部屋に連れて行くジゼル。治療の最中にほとんど全裸の彼女を押し倒してしまうという事故はあったものの、アルミラージが酒場「緑陽亭」に所属する優秀な冒険者だということが判明する。そして、アルミラージの請け負う仕事がジゼルの引き受けた以来と関連があることも明らかになる。ジゼルは、アルミラージの協力の下、調査を続け、しだいに二人は親しくなっていく。だが、そのさなか、アルミラージは敵の妖術師ホールドに敗北。彼の操る泥の怪物に衣服や下着を破られ肢体を嬲られてしまう。一方、ジゼルも巨漢を相手として窮地に陥るが、なんとか脱出し、桜子という女性とともに、涙を流しながら辱めを受けていたアルミラージを救い出す。
ジゼルは調査の結果、行方不明のレナリアに「妹」がいないという事実に突き当たる。依頼人のミリアに欺かれていたのだ。その直後、レナリアが遺体となって発見される。そして、ジェームズ・ゲモリーなる人物がその《半妖》の処女を集めて大掛かりな儀式を行おうとしていたのだった。
ミリアは実はゲモリーの娘だった。ゲモリーはミリアを普通の人間とすべく、大勢の《半妖》を犠牲とする儀式を行おうとしてた。さらにジゼルの妹メルティナも半妖だったため、さらわれてしまう。ジゼルはシャリンたち冒険者の助けを得てメルティナを取り戻し、儀式の実施を中止させる。ミリアは新しい生活をスタートさせ、ジゼルもまた改めて冒険者として暮らしていくことを決意する。

## 登場人物
ジゼル
主人公。偉大な魔術師であるブルックリン老師の孫だが、魔術の才能はまったくない。冒険者として生きていくことを決意する。
シャリン
金髪碧眼の少女。有力な冒険者で《金陽亭》に所属する。単純戦闘ではかなりの力を有しており、冒険者を志望して《金陽亭》を訪れたジゼルを圧倒した。その後、ジゼルの求めで彼の手助けをする。
ミリア
ジゼルに姉の捜索を依頼した幼い少女。気弱な性格。
メルティナ
ジゼルの義妹。金髪の美しい少女。処女。気が強いしっかりもので、不甲斐ないジゼルのことをいつも心配している。実は《半妖》と呼ばれる差別される存在であり、そのため誘拐された。その際に粗野な男たちによって衣服を剥がれ、身体を弄られた。その後、儀式の生け贄とされそうになるが、ジゼルに助け出される。
アルミラージ
長い黒髪をたなびかせた美少女で、白い透き通るような肌をもつ。緑陽亭所属の冒険者。短剣使い。一見すると冷徹なようだが、感情の出し方がわからないだけであり、少女らしい面もある。処女。猿顔の妖術師に囚えられ、彼の操る泥人形に衣服を剥がれ、身体中を汚されてしまい絶望しかける。
桜子
アルミラージの知人。和服を着ている。
レナリア
ミリアの姉とされていた女性。ミリアの家庭教師で吟遊詩人。優しい性格でミリアの心の支えだった。《信奉者》の生け贄として監禁されたあと、輪姦されて河に投げ込まれた。
ケイティ
『半妖』の若い娘。処女だったが、《信奉者》の手にかかり輪姦されて自殺した。
ホールド
猿顔の妖術師。無数の泥人形を操る。少女を凌辱し、身体中の穴に汚泥を注ぎ込むという嗜好をもっている。アルミラージをその毒牙にかけようとする。
《断頭台の女》
ジゼルたちのまえに立ちはだかる敵。男たちの手からメルティナを助けたが、彼女に露出度の高い薄い服を着せて恥辱を加えた。
ガブリエル・ハギス
ジゼルの姉弟子。
ジェームズ・ゲモリー
ゲモリー商会を経営する大商人。

## 書籍情報
1. 魂の彫塑 2015年10月 ISBN 978-4-04-067943-3